# Jimmy Butler
Jimmy Butler III, född 14 september 1989, är en amerikansk professionell basketspelare (shooting guard/small forward) som spelar för Golden State Warriors i National Basketball Association (NBA). Han ingick i det amerikanska lag som vann OS-guld 2016. Han har spelat i Chicago Bulls och Miami Heat. 

## Lag
- Chicago Bulls (2011–2017)
- Minnesota Timberwolves (2017–2018)
- Philadelphia 76ers (2018–2019)
- Miami Heat (2019–2025)
- Golden State Warriors (2025–)